# Villages clubs du soleil
 (mai 2023).
Si vous disposez d'ouvrages ou d'articles de référence ou si vous connaissez des sites web de qualité traitant du thème abordé ici, merci de compléter l'article en donnant les références utiles à sa vérifiabilité et en les liant à la section « Notes et références ».
Villages Clubs Du Soleil est une entreprise gestionnaire et propriétaire de villages de vacances en France. Son actionnaire est l'Association fondatrice Villages Clubs du Soleil.

## Histoire
En 1946, des associations marseillaises organisent des séjours dans des maisons familiales de vacances, dans les Hautes-Alpes. Quelques années plus tard, leur rencontre avec les cadres des mouvements d’éducation populaire va donner naissance à Marseille de l’Association Villages Clubs du Soleil qui prend date le 1er mars 1960.
L’objectif de cette association loi de 1901, présidée par Guy d’Anella, est de « promouvoir toute action en faveur du tourisme, de la culture et de l’éducation populaire ». Des militants veulent offrir aux salariés ne pouvant partir en vacances pour des raisons financières, des lieux d’hébergement sous la forme de villages de vacances en proposant des prix attractifs grâce aux aides des caisses d’allocations familiales.
En 1963, l’association acquiert un terrain à Orcières Merlette (Hautes-Alpes), station de ski naissante, sur laquelle elle décide de construire un village de vacances de 600 lits, qui ouvrira ses portes en 1969 ; c’est alors le plus gros hébergement touristique de Provence. Chambres avec salle d’eau complète, animation adultes, prise en charge des enfants en bas âge et des adolescents, restauration. L’association Villages Clubs du Soleil propose ainsi à toute la famille des vacances confortables et reposantes, alliant activités culturelles et sportives.
Dix années plus tard, en 1979, afin de répondre à une demande croissante de vacanciers, Villages Clubs du Soleil ouvre un second village de vacances, à Montgenèvre (Hautes-Alpes). Puis, l’association s’implantera aux Arcs 1800 (Savoie) et à Sainte-Maxime (Var).
En 1998, période de mise en place de la fiscalisation des associations de tourisme, Villages Clubs du Soleil fait le choix de créer une société anonyme du même nom, dont l’actionnaire majoritaire (à 99,9 %) reste l’association historique.
En 2000, Villages Clubs du Soleil devient la première entreprise européenne de villages de vacances à être certifiée ISO 9001. En 2004, elle obtient le Prix Régional de la Qualité et reçoit du Ministre de l’Industrie le Prix National de la Qualité et de la Performance (catégorie Tourisme) en 2006.
À partir de 2004 l’entreprise connaît une phase de développement importante, avec un nouveau Village Club du Soleil tous les ans, et renforcer son concept produit lié au « Tout compris ».  Elle fusionne en 2014 avec Renouveau vacances, ce qui lui apporte 15 établissements supplémentaires. En 2016 Villages Clubs du Soleil obtient le niveau 4 « exemplaire » sur le référentiel RSE iSO 26000. L’année suivante, elle rénove l’ancienne maternité du quartier de la Belle de Mai à Marseille pour accueillir son 1er Village Club urbain ainsi que son siège social. Depuis 2020, 6 établissements sont certifiés par la norme de management de l’énergie ISO 50 001.

## Chiffres clés
En 2016, Villages Clubs du Soleil possède :
- 10 000 lits ;
- 42,5 Millions d’euros de chiffre d’affaires (2012) ;
- 482.000 nuitées (2012) ;
- 78.000 vacanciers (2012) ;
- plus de 750 postes de travail au plus fort de la saison ;
- près de 35 Millions d’euros sont engagés sur 5 ans, depuis 2010 et jusqu’à 2014[2].

## Villages

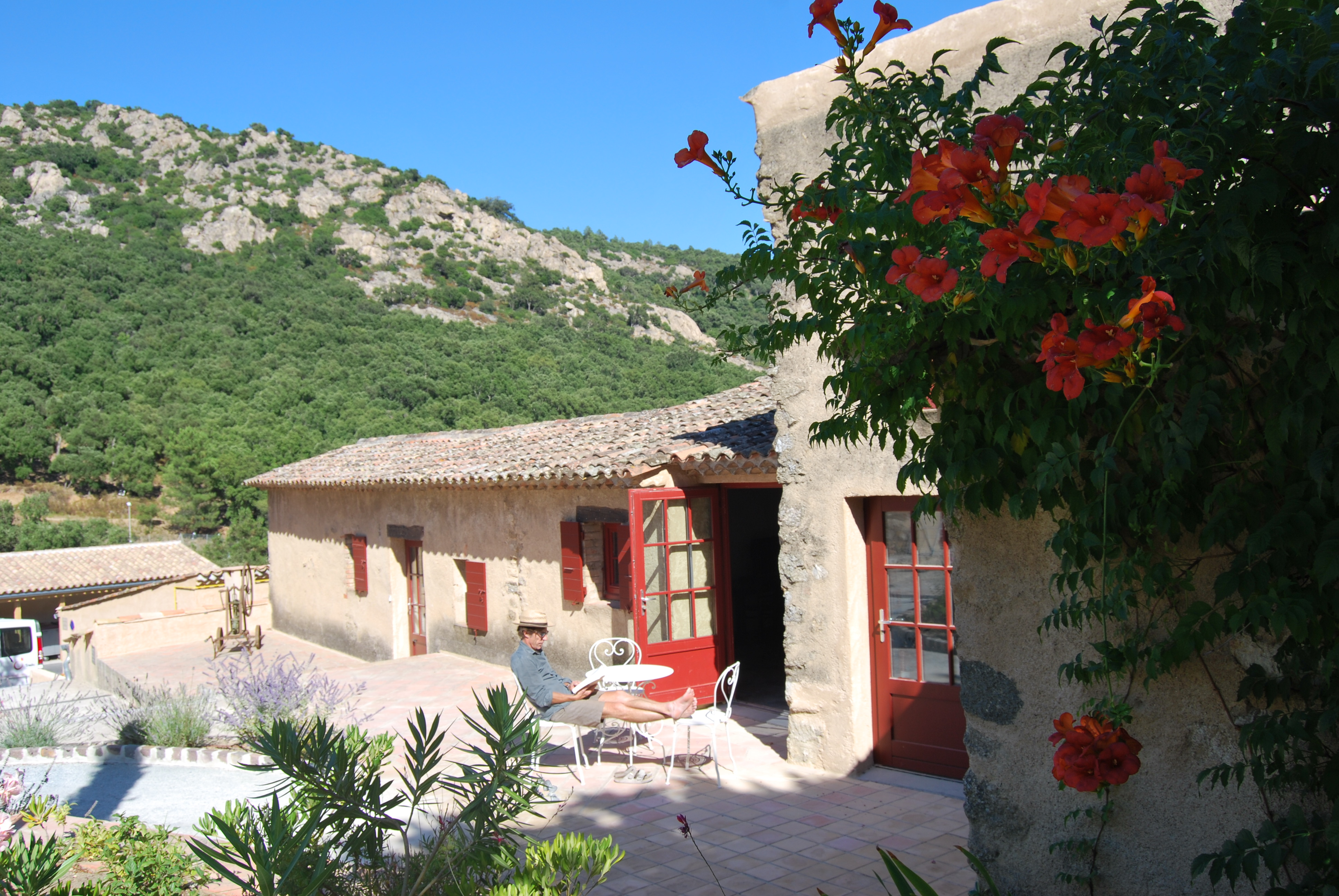
Village Club Du Soleil Le Reverdi

Le groupe "Les Villages Clubs du Soleil" est aujourd’hui[Quand ?] constitué d’un patrimoine de 17 destinations en villages de vacances en France.[réf. nécessaire]

### Sources
1. ↑  Paul Molga,  « Clubs du Soleil rayonnent en absorbant Renouveau », Les Echos, 10/11/2014, Lire en ligne
2. ↑  « Qui sommes nous ? » (consulté en mars 2013)